# Mettjärnen (Jokkmokks socken, Lappland)
Mettjärnen är en sjö i Jokkmokks kommun i Lappland och ingår i Luleälvens huvudavrinningsområde.